# خاندان قوام شیرازی

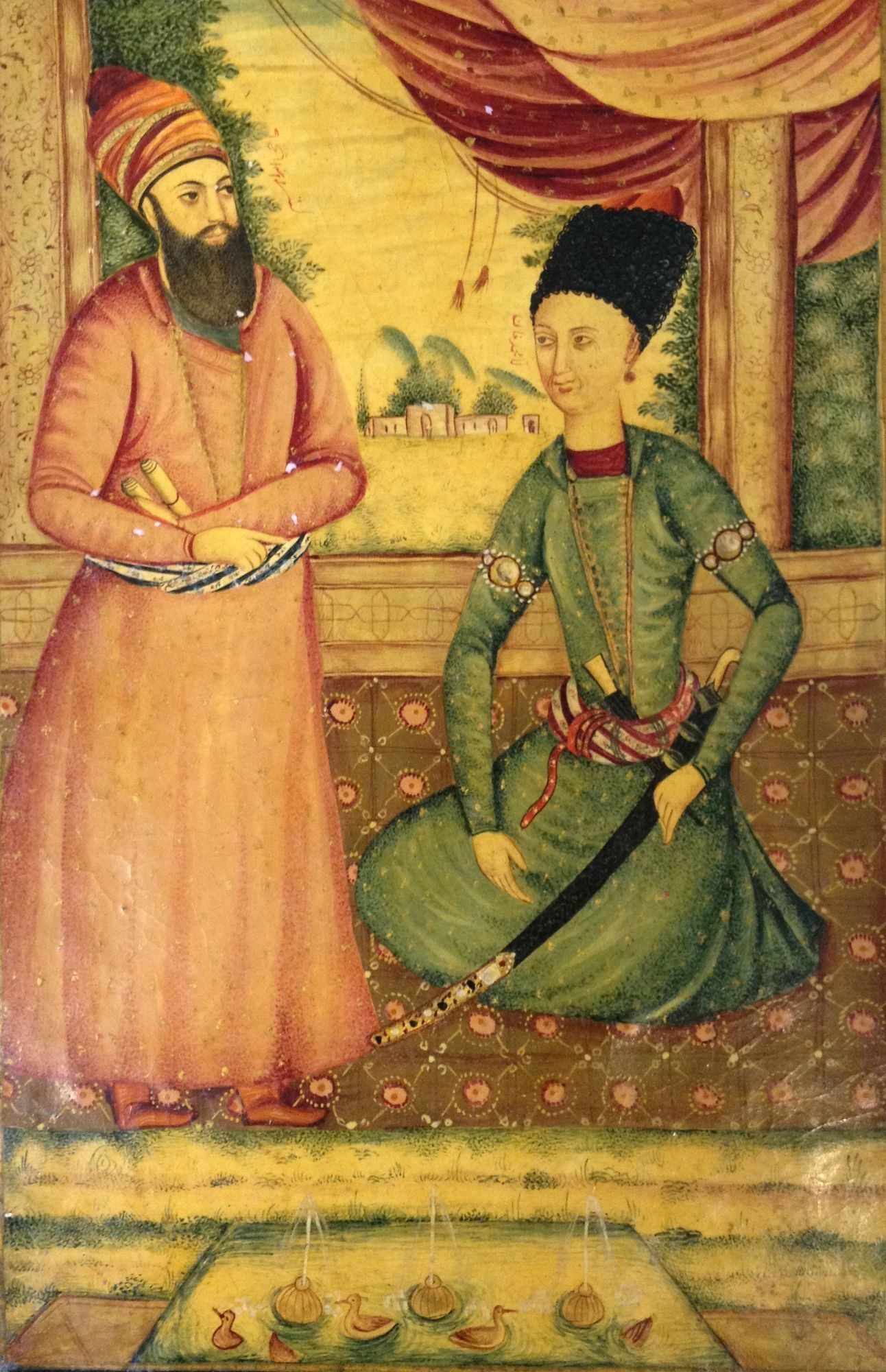
آقامحمدخان قاجار (نشسته) و وزیرش حاج ابراهیم کلانتر (ایستاده) در ۱۷۹۵–۱۸۰۰ میلادی

خاندان قوام شیرازی از خاندان‌های دیوان‌سالار دورۀ قاجار بودند که در شیراز قدرت و نفوذ بسیار داشتند. این خاندان بر پایه نوشتارهای زیادی دارای اصلیت یهودی بودند و تا زمان پهلوی در ایران بسیار پرنفوذ باقی ماندند. قدرت خاندان قوام در جنوب ایران و استان فارس آنقدر زیاد بود که مردم شیراز می‌گفتند: «تا قبل از رضاشاه، قوام‌ها در اینجا [شیراز] شاه بودند.»
خاندان قوام از نسل نخستین وزیر اعظمِ ایران، حاج ابراهیم کلانتر، بودند. آن‌ها پس از مرگ ابراهیم و اکثر فرزندانش، برای مدت کوتاهی ضعیف شدند، اما ثروت خود را بازگرداندند. آن‌ها معماران شیراز معاصر بودند که بیش از بیست کاخ و باغ در آن‌جا ساخته بودند و معروف‌ترین آن‌ها نارنجستان قوام است.

## اصل و نسب
خاندان قوام شیرازی از نسل پسران و برادران حاج ابراهیم کلانتر، صدراعظم لطفعلی خان زند و سپس آقامحمدخان قاجار هستند. این خاندان نسب خود را به حاج قوام الدین وزیر قرن ۱۴ شیراز می‌دانند که در شعرهای حافظ نیز به وی اشاره شده‌است. در نوشتارهای مخفی سفارت بریتانیا در سال ۱۸۹۰ در مقاله ای به عنوان «رجال مهم ایران» این خاندان یهودی دانسته شده‌اند. ناصرالدین شاه قاجار نیز خانواده قوام را یهودی می‌دانست و هنگام سفر به اروپا و دیدار با نمایندگان سازمان اتحاد جهانی آلیانس و رئیس آن آدولف کرمیو گفت: 

«من فراموش نمی‌کنم که این یک یهودی، حاجی ابراهیم بود که کمک کرد قاجارها سلطنت را به دست آورند». 
این سخن ناصرالدین‌شاه در یهودی دانستن حاج ابراهیم هیچگاه مورد رد توسط مقامهای سازمان آلیانس قرار نگرفت.
بسیاری منابع دیگر نیز حاج ابراهیم کلانتر را یهودی دانسته‌اند. پزشک یهودی اتریشی پولاک که در قرن ۱۹ به ایران سفر کرده بود نیز در نوشتارهای خود خاندان قوام را یهودی و محافظ یهودیان ایران دانسته‌است؛ ولیکن در سال ۱۹۱۰ و در ماجرای تهمت خون شیراز و حمله به محله یهودیان خاندان قوام نیز در این مسئله مقصر بودند. ولیکن بعضی مانند ویلیام رویس در یهودی بودن حاج ابراهیم شک داشتند. فیشر نیز در کتاب خود به کتاب خاندان قوام الملک نوشته قاسمی در سال ۱۹۵۰ اشاره می‌کند و حاج ابراهیم و خاندان قوام را یهودی می‌داند.
عبدالله شهبازی خانواده قوام را از آنوسی‌ها یا یهودیان مخفی می‌داند و بر این باور است که جد اعلای خانواده قوام، ملا آشر، در اوایل سده دوازدهم و در کوران حمله افغان از قزوین به شیراز مهاجرت کرده‌است و در اواسط این سده کدخدا یا کلانتر محلات حیدری‌خانه، یعنی نیمی از شهر شیراز بود و خود را به نام «حاجی هاشم جدیدالاسلام» معرفی می‌کرد. او سپس با دختری از بازماندگان خانواده حاجی قوام ازدواج کرد و از این رو نوادگان او خود را از نسل حاجی قوام می‌دانند. این خانواده در اوایل دوران قاجار به سبب انتساب به حاجی هاشم، به «سلسله هاشمیه» معروف بودند که همین عنوان را حسن فسائی نیز در فارسنامه ناصری به کار برده‌است.

## تاریخچه
نخستین عضو این خانواده که در تاریخ ایران دارای اهمیت و شهرت شد، حاج ابراهیم کلانتر، پسر حاجی هاشم است که در زمان لطفعلی خان زند کلانتر شیراز بود. او با بستن دروازه‌های شیراز به روی لطفعلی‌خان، باعث پیروزی آقامحمدخان شد و در ازای آن آقامحمدخان او را به صدراعظمی ارتقاء داد. حاج ابراهیم رفته رفته دامنه قدرت خود را افزایش داد و برادران و فرزندان خود را به مناصب حکومتی گماشت، به طوری که بخش بزرگی از کشور توسط بستگان او اداره می‌شد.
فتحعلی‌شاه پس از نشستن بر تخت سلطنت، به سبب بدگمانی به حاج ابراهیم، او را کشت و برادران و پسران حاج ابراهیم را نیز به قتل رساند و تعدادی را نیز کور یا اخته کرد. حاجی ابراهیم صاحب پنج پسر و سه دختر بود که از این میان علی‌اکبر که خردسال و مریض بود و برادرش حاج علی‌رضا به همراه برادر کوچکترشان فتح‌اله سه تن از پسران کلانتر بودند که از این کشتارها جان به در بردند. هرچند فتحعلی‌شاه حاجی علی‌رضا را نیز اخته کرد و او بعدها به عنوان خواجه در حرمسرای فتحعلی‌شاه کار می‌کرد و در اواخر عمر، از آنجا که وارثی نداشت، ثروت خود را صرف ساخت قنات حاج‌علیرضا در تهران کرد. علی‌اکبر به سبب آنکه به وبا مبتلا شده بود و امیدی به ادامه حیات او نبود، کشته نشد و فتح‌اله به جهت سن کم مورد عفو قرار گرفت. سه دختر حاج ابراهیم به ترتیب همسران ابوالحسن شیرازی، محمدحسین‌خان صدر اصفهانی (سومین صدراعظم فتحعلی شاه) و محمدتقی میرزا حسام‌السلطنه بودند و طبق رسم آن زمان شاه به آن‌ها آسیبی نرساند.
علی‌اکبر بعدها به شیراز بازگشت و به درخواست مردم فتحعلی‌شاه او را به کلانتری شیراز منصوب کرد. در سال ۱۲۴۵ قمری ملقب به قوام‌الملک شد و در ۱۲۷۹ قمری به تولیت آستان قدس رضوی رسید. قوام‌الملک از ازدواج با حاجیه بی‌بی دختر محمدزکی‌خان نوری صاحب چند دختر و پسر شد. پسر چهارمش به نام علی‌محمد پس از او کلانتر شیراز شد و لقب قوام‌الملک را نیز به میراث برد و ایلات خمسه را ایجاد کرد. فتحعلی‌خان صاحب‌دیوان پسر دیگر حاجی علی‌اکبر به تهران رفت و با دختر فتحعلی‌شاه ازدواج کرد. او به حکومت بسیاری از ایالات منصوب شد، پیش از اولین سفر ناصرالدین‌شاه به اروپا به مقام وزیرنظامی سرافراز شد و سرانجام به تولیت آستان قدس رضوی رسید. پسر دیگر حاجی علی‌اکبر، میرزا حسنعلی نصیرالملک بود که در شیراز باقی ماند و به حکومت شهرهایی چون بوشهر، لار و بندرعباس رسید.
پس از علی‌محمد خان، پسرش محمدرضا خان قوام‌الملک به حکومت رسید که در جریان انقلاب مشروطه، به دست یکی از مشروطه‌خواهان ترور شد. حبیب‌الله خان قوام‌الملک چهارمین قوام‌الملک بود که در دوره نخست مجلس شورای ملی به‌عنوان نماینده شیراز حضور داشت و همچنین با تأسیس شهرداری شیراز در سال ۱۲۹۰ او به عنوان نخستین شهردار شهر منصوب شد. حبیب‌الله خان در بهمن ماه ۱۲۹۴ در جریان یک شکار از اسب سقوط کرد و درگذشت. پس از او فرزندش ابراهیم خان قوام‌الملک به مقام کلانتری فارس رسید.
ابراهیم قوام، آخرین قوام‌الملک بود که در دهه ۱۳۱۰ توسط رضاشاه از شغل موروثی خود یعنی «کلانتر شیراز»، عزل و به اجبار به همراه خانواده‌اش به تهران تبعید شد. پسر او علی قوام با اشرف پهلوی دختر رضاشاه ازدواج کرد.

## رابطه با انگلیس
خاندان قوام با سفارت بریتانیا و دولت انگلستان رابطه بسیار خوبی داشتند و در بسیاری مواقع به عنوان رابط بین دولت ایران و دولت بریتانیا بودند. در قرن نوزدهم دولت مرکزی ایران دارای قدرت زیادی در منطقه فارس نبود و ارتش خمسه که توسط قوام‌ها ایجاد شده بود در آن منطقه منافع قوام‌ها و بریتانیا را حفاظت می‌کرد. در این زمان درگیری‌های بسیاری بین ایل قشقایی و قوامها درگرفت. ژنرال حسین فردوست در خاطرات خود می‌نویسد خاندان قوام آن قدر با دولت انگلستان صمیمی بودند که کارکنان سفارت بریتانیا آخر هفته‌ها در منزل وی اوقات خود را سپری می‌کردند و با آنان مانند یکی از اعضای خانواده رفتار می‌شد. پیام‌آورهای قوام دائماً میان شیراز، تهران و سفارت بریتانیا در حرکت بودند ولیکن در مورد مسائل مهم شخص قوام‌الملک به تهران آمده و به سفارت بریتانیا و دولت ایران می‌رفت. به‌طور مثال در اوت ۱۹۴۱ و در زمان جنگ جهانی دوم قوام و نماینده دولت بریتانیا سر ریدر بولارد دیدار کردند تا در مورد سرنوشت رضاشاه تصمیم بگیرند. تصمیم بریتانیا برای تبعید رضاشاه و به تخت نشاندن پسرش با تأیید و موافقت قوام انجام شد.

## بازماندگان

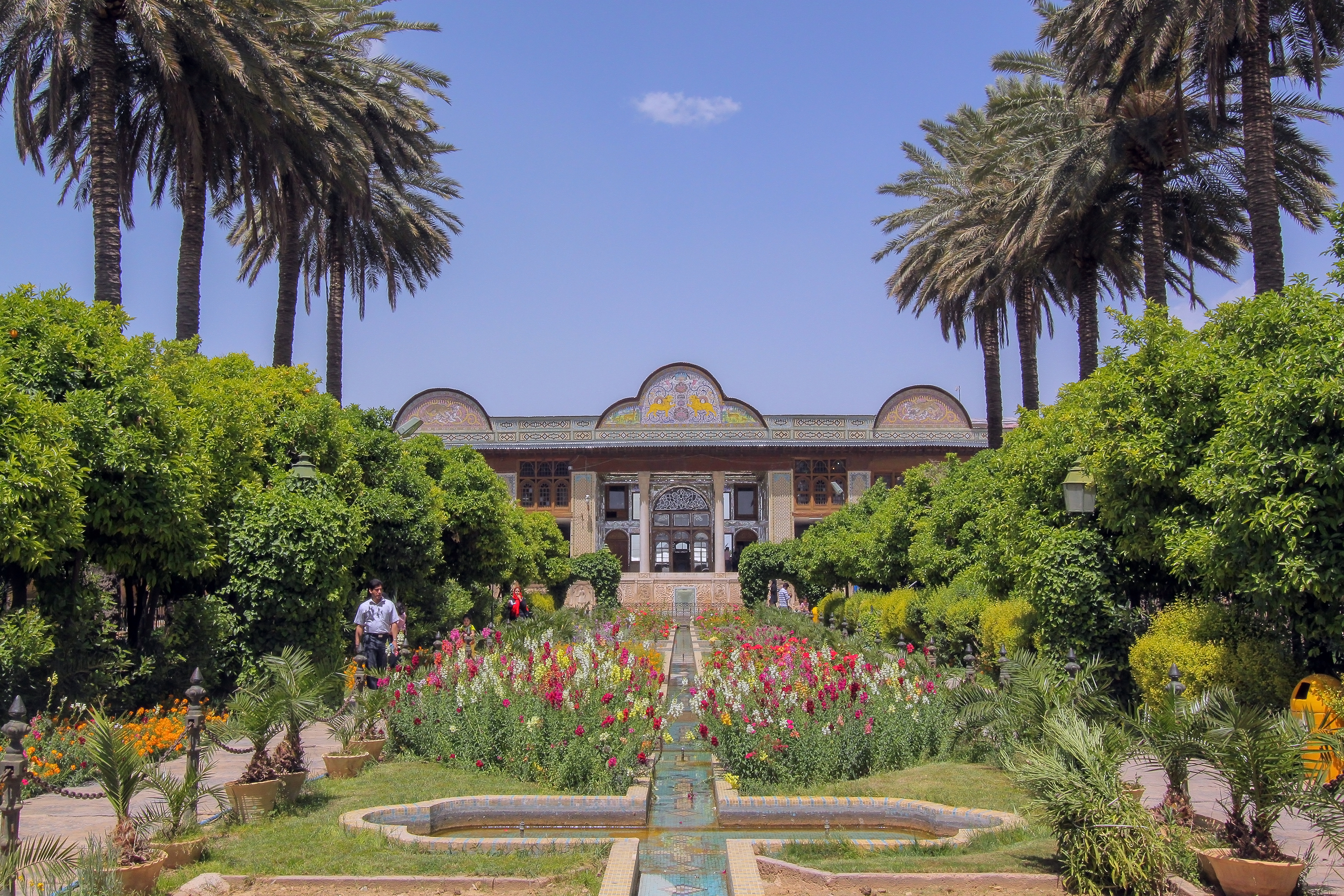
نارنجستان قوام، مقر خاندان قوام

پس از اجباری شدن نام‌خانوادگی در دوران رضاشاه، نوادگان صاحب‌دیوان نام خانوادگی «صاحب‌دیوانی» و نوادگان نصیرالملک و میرزا علی‌محمد قوام‌الملک، نام خانوادگی «قوام» را انتخاب کردند.
از این رو خاندان قوام به سه شاخه اصلی تقسیم می‌شود:
- نام خانوادگی قوام، که فرزندان و بازماندگان ابراهیم قوام هستند که به تهران تبعید شده بود.
- نام خانوادگی قوامی، که بازماندگان نصیرالملک قوام هستند.
- نام خانوادگی صاحب دیوانی، که فرزندان صاحب دیوان هستند که در شیراز ساکن بود.[۱۰]

## مشاهیر
- ابراهیم خان کلانتر، صدراعظم فتحعلی شاه قاجار
- ابوالحسن شیرازی، سفیر فتحعلی شاه به انگلستان
- علی‌اکبر قوام‌الملک شیرازی
- فتحعلی‌خان صاحب‌دیوان
- نصیرالملک
- میرزا ابوالقاسم نصیرالملک شیرازی
- علی قوام، همسر اشرف پهلوی و نماینده شیراز در مجلس شورای ملی.
- محمدرضا قوام، استاندار اصفهان، همدان و کردستان
- ابراهیم قوام، نماینده مجلس شورای ملی و استاندار فارس